# Esther Maria Magnis
Esther Maria Magnis (* 1980 in Ostwestfalen, Deutschland) ist eine deutsche Religionswissenschaftlerin, Historikerin, Autorin und Schriftstellerin, die 2012 mit ihrem Erstlingswerk Gott braucht dich nicht bekannt wurde.

## Leben
Magnis wuchs in einer konfessionell gemischten Familie mit einer älteren Schwester und einem jüngeren Bruder auf. Die Mutter war katholisch und der Vater evangelisch; er erkrankte an einem Krebstumor. Als sie 17 Jahre alt war, starb ihr Vater, und einige Jahre später erkrankte ihr Bruder auch an Krebs und erlag dieser Krankheit.
Sie studierte Vergleichende Religionswissenschaften und Geschichte. Alexander Fest, Leiter des Rowohlt Verlags, wurde auf einen Essay von ihr aufmerksam, worauf das Buch Gott braucht dich nicht 2012 entstand, veröffentlicht wurde und eine breite Beachtung fand.

## Gott braucht dich nicht
Magnis Erstlingswerk ist eine autobiographische Gesellschafts-, Kirchen- und Religionskritik. Es ist eine Wegbeschreibung der Auseinandersetzung mit Gott, mit sich selbst und den nächsten Bezugspersonen. Dieser Glaubensweg ist von tragischen Krebserkrankungen und Todesfällen in der Familie, also von existenziellen persönlichen Schicksalsschlägen, mitgeprägt. Er führte sie zu tiefen Enttäuschungen, unverblümtem Zorn, längeren Anklagen und entfremdendem Hinterfragen von Gott. Schlussfolgerung von Magnis ist, dass ein liebender Gott existiert, der größer und souveräner ist als es ihr Fühlen, Glauben und Denken vorgeben und zulassen können.

## Schriften
- Gott braucht dich nicht. Eine Bekehrung, Rowohlt Verlag, Reinbek bei Hamburg 2012,  Taschenbuch 2014, ISBN 978-3-499-62436-0

### Übersetzungen

#### Niederländisch
- Mintijteer: roman,  Uitgeverij Van Wijnen, 2015. ISBN 978-9-051-94491-4 (Übersetzer: Dingeman van Wijnen)

#### Portugiesisch
- Deus Não Precisa de Ti, Presença, 2013, ISBN 978-9-722-35129-4 (Übersetzer: Mercês Peixoto)

#### Englisch
- With or Without Me: A Memoir of Losing and Finding, Plough Publishing House, 2022, ISBN 978-1-636-08026-0 (Übersetzerin: Alta L. Price)